# Voyager (album)
A Voyager (magyarul: Utazó) Mike Oldfield 1996-os, tizenhatodik nagylemeze.
A kiadó vállalat ajánlotta, hogy Oldfield készítsen egy kelta stílusú lemezt. (Ez főképp a Riverdance és Michael Flatley szteptáncos show-műsorainak akkori hatalmas népszerűsége miatt volt aktuális.)
A "Celtic Rain", a "The Voyager", a "Wild Goose Flaps Its Wings" és a "Mont St Michel" számokat Oldfield írta. A többi szám feldolgozás. Mindegyik darab a kelta népzenék stílusát idézi, kivéve a leghosszabb, utolsó kompozíciót, a "Mont St Michel"-t, amely inkább filmzene-szerű, több részből álló szerzemény.
Az egész album instrumentális, az utolsó szám komorabb részei ellenére is nagyon egységes hangulatú. Minden szám viszonylag lassú, csak kétszer hallható gyorsabb tempójú részlet.
A lemezről a "Woman of Ireland" számot játszották a rádiók.

## Számok
1. "The Song of the Sun" (Bieito Romero) – 4:32
2. "Celtic Rain" (Mike Oldfield) – 4:41
3. "The Hero" (népdal) – 5:03
4. "Women of Ireland" (népdal) – 6:29
5. "The Voyager" (Mike Oldfield) – 4:26
6. "She Moved Through the Fair" (népdal) – 4:06
7. "Dark Island" (népdal) – 5:43
8. "Wild Goose Flaps Its Wings" (Mike Oldfield) – 5:04
9. "Flowers of the Forest" (népdal) – 6:03
10. "Mont St Michel" (Mike Oldfield) – 12:18

## Zenészek
Mike Oldfield, valamint:
- Maire Breatnach – hegedű
- London Voices – kórus
- Noel Eccles – ütőhangszerek
- Liam O' Flynn – ír duda
- Highland Pipers – duda
- Sean Keane – hegedű
- London Symphony Orchestra
- Matt Molloy – fuvola, bádogsíp
- John Myers – bádogsíp, hegedű
- Robin Smith
- Davy Spillane – ír duda, mély síp
- Pat Walsh

## Produkció
Producer és hangmérnök: Mike Oldfield (kivéve a "The Song of the Sun").

Hangmérnök asszisztens: Gregg Jackman, Tom Newman.

Technikus: Richard Barrie.

Hangszerelés: Robin Smith ("Mont St Michel").

Utólagos programozás: Henry Jackman.
Felvétel: Roughwood Studios.

Nagyzenekari felvétel: Air studios (Lyndhurst) Ltd.
Köszönet: Clive Banks, Moira Bellas, Jeremy Parker.

## Érdekességek
- Az első számot a Luar na Lubre, galíciai népzenét játszó spanyolországi együttes egyik tagja, Bieito Romero írta. Eredetileg 1988-ban jelent meg, O Son do Ar címmel. (Oldfield az együttessel 1992-ben került kapcsolatba, és azóta több együttműködésük is volt.)
- Bár öt szám is népzeneként van feltüntetve, ezek közül kettő valójában műdal. A "Woman of Ireland" szerzője Seán Ó Riada, mely először Ceoltóirí Cualann 1964-es Ó Riada Sa Gaiety című albumán szerepelt, Mná na h Éireann címmel. Ez a darab Stanley Kubrick 1975-ös, "Barry Lyndon" című filmjében is hallható volt. (Mivel Oldfield Kubrick rajongója volt, lehetséges, hogy innen ismerte.)
- A "Woman of Ireland" Händel egy művének a részletét is tartalmazza (a 2:30 és 3:00 közti részen).
- A másik, tévesen népdalnak feltüntetett műdal a "Dark Island", melyet Iain McLachlan írt, és 1958-ban, Dr. Mackay's Farewell to Creagorry címmel jelent meg. Ehhez írt szöveget David Silver, és az ezzel felvett anyag az 1963-as BBC tévéfilm, a "The Dark Island" zenéje lett. (Oldfield változatában nincsen szöveg.)